# Eulepidotis formosa
Eulepidotis formosa là một loài bướm đêm trong họ Erebidae.